# Ruckertshofen
Ruckertshofen ist ein Gemeindeteil der Gemeinde Adelshofen im Landkreis Ansbach (Mittelfranken, Bayern). Ruckertshofen liegt in der Gemarkung Adelshofen.

## Geografie
Der Weiler liegt an einem linken Zufluss des Gickelhäuser Baches, der ein rechter Zufluss der Tauber ist. Die Kreisstraße AN 8 führt nach Gickelhausen (1,3 km nördlich) bzw. nach Adelshofen zur Staatsstraße 2416 (0,8 km südlich).

## Geschichte
1801 gab es in Ruckertshofen 12 Haushalte, die alle der Reichsstadt Rothenburg untertan waren. Mit dem Gemeindeedikt (frühes 19. Jahrhundert) wurde der Ort dem Steuerdistrikt und der Ruralgemeinde Adelshofen zugewiesen.

### Einwohnerentwicklung
| Jahr      | 001818 | 001840 | 001861 | 001871 | 001885 | 001900 | 001925 | 001950 | 001961 | 001970 | 001987 |
| Einwohner | 37     | 40     | 56     | 49     | 48     | 54     | 43     | 70     | 39     | 36     | 35     |
| Häuser    | 6      | 7      |        |        | 8      | 7      | 8      | 8      | 8      |        | 8      |
| Quelle    | [ 8 ]  | [ 9 ]  | [ 10 ] | [ 11 ] | [ 12 ] | [ 13 ] | [ 14 ] | [ 15 ] | [ 16 ] | [ 17 ] | [ 1 ]  |

## Religion
Der Ort ist seit der Reformation evangelisch-lutherisch geprägt und bis heute nach St. Nikolaus (Adelshofen) gepfarrt. Die Einwohner römisch-katholischer Konfession sind nach St. Johannis (Rothenburg ob der Tauber) gepfarrt.